# Calappa rubroguttata
Calappa rubroguttata is een krabbensoort uit de familie van de Calappidae. De wetenschappelijke naam van de soort is voor het eerst geldig gepubliceerd in 1851 door Herklots.